# Angiopteris arborescens
Angiopteris arborescens là một loài dương xỉ trong họ Marattiaceae. Loài này được Merr. mô tả khoa học đầu tiên năm 1918.